# Марко Рубіо
Марко-Антоніо Рубіо (англ. Marco Antonio Rubio; нар. 28 травня 1971, Маямі) — американський політик, чинний держсекретар США, сенатор США від штату Флорида (2011—2025) й учасник Руху Чаювання. Член Республіканської партії.

## Біографія
Народився в Маямі, штат Флорида. Його батьки — кубинські емігранти Маріо Рубіо і Орія Ґарсія. У сім'ї, крім Марко, було ще двоє дітей.
Після закінчення 1989 року школи Марко Рубіо вступив за спортивною стипендією до Tarkio College. Пізніше навчався в Університеті Флориди, де здобув ступінь бакалавра мистецтв в 1993 році, і в Школі права Університету Маямі, де здобув ступінь доктора права 1996 року.
У 28 років Марко Рубіо був обраний до Палати представників Флориди, а переобрали його у 2002, 2004, і 2006 роках. В листопаді 2006 року молодого політика обрали спікером.
З 2010 року працює в Сенаті, що зробило його одним з наймолодших американських сенаторів. Входив до сотні найвпливовіших людей світу за версією журналу Time. Улітку 2012 року стало відомо, що Рубіо розглядається як можливий кандидат у віцепрезиденти з Міттом Ромні на президентських виборах 2012 року, проте пізніше Ромні все ж вибрав для своєї кампанії Пола Раяна. Представляв Сенат в Комісії з питань безпеки та співробітництва в Європі.
20 січня 2025 року Сенат одноголосно (99:0) затвердив Марко Рубіо на посаді Державного секретаря, таким чином він замінив Ентоні Блінкена і став першим латиноамериканцем на цій посаді.
З 3 лютого 2025 року є тимчасовим адміністратором USAID.
1 травня 2025 року був призначений виконувачем обов'язків радника президента США з національної безпеки, замінивши звільненого Майкла Волца.

## Громадська позиція

### Російсько-українська війна
У 2014 році після анексії Криму Росією Марко Рубіо був активним прихильником України та наголошував на тому, що «Сполучені Штати повинні допомогти українському народу і тимчасовому уряду захистити суверенітет своєї країни». Аналогічну позицію він зберігав і у 2022 після повномасштабного вторгнення Росії в Україну: «Незважаючи ні на що, завжди має бути справжня, легітимна українська держава, з якою ми маємо відносини... ми будемо підтримувати їх доти, доки вони готові боротися, навіть якщо це буде лише повстання». Однак у 2024 Рубіо висловив скептицизм щодо безстрокової військової допомоги США, ствердив, що вона сприяє патовій ситуації і що «в Україні закінчуються українці». 
2018 року підтримав українського журналіста Станіслава Асєєва, якого незаконно ув'язнила терористична організація «ДНР».
Голосував проти надання критичної допомоги Україні 24.04.2024 року.

## Особисте життя
Одружений з Дженет Дусдебес, колишньою банківською касиркою та черлідеркою команди «Маямі Долфінс». Її батьки емігранти з Колумбії. У сім'ї четверо дітей, проживають вони в Західному Маямі.